# Castiello de Jaca
Pour les articles homonymes, voir Jaca (homonymie).

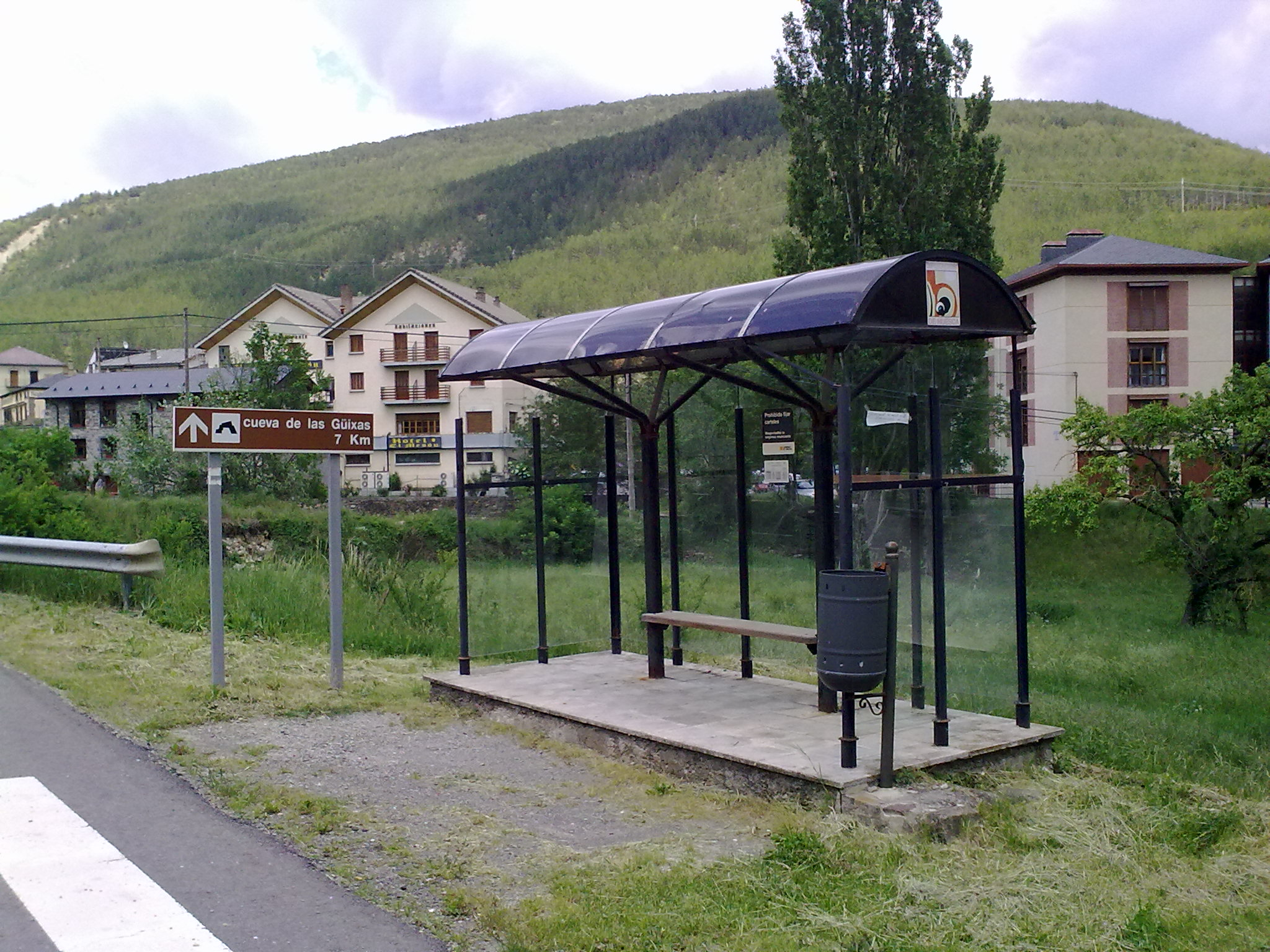
Un arrêt de bus de Castiello de Jaca.

Castiello de Jaca est une commune d'Espagne dans la communauté autonome d'Aragon, province de Huesca. Elle regroupe les villages de Castiello de Jaca, Aratores et Larrosa.

## Géographie
Le territoire de la commune se situe dans le massif montagneux des Pyrénées :
Administrativement la localité se trouve au nord de l'Aragon dans la comarque de Jacetania.

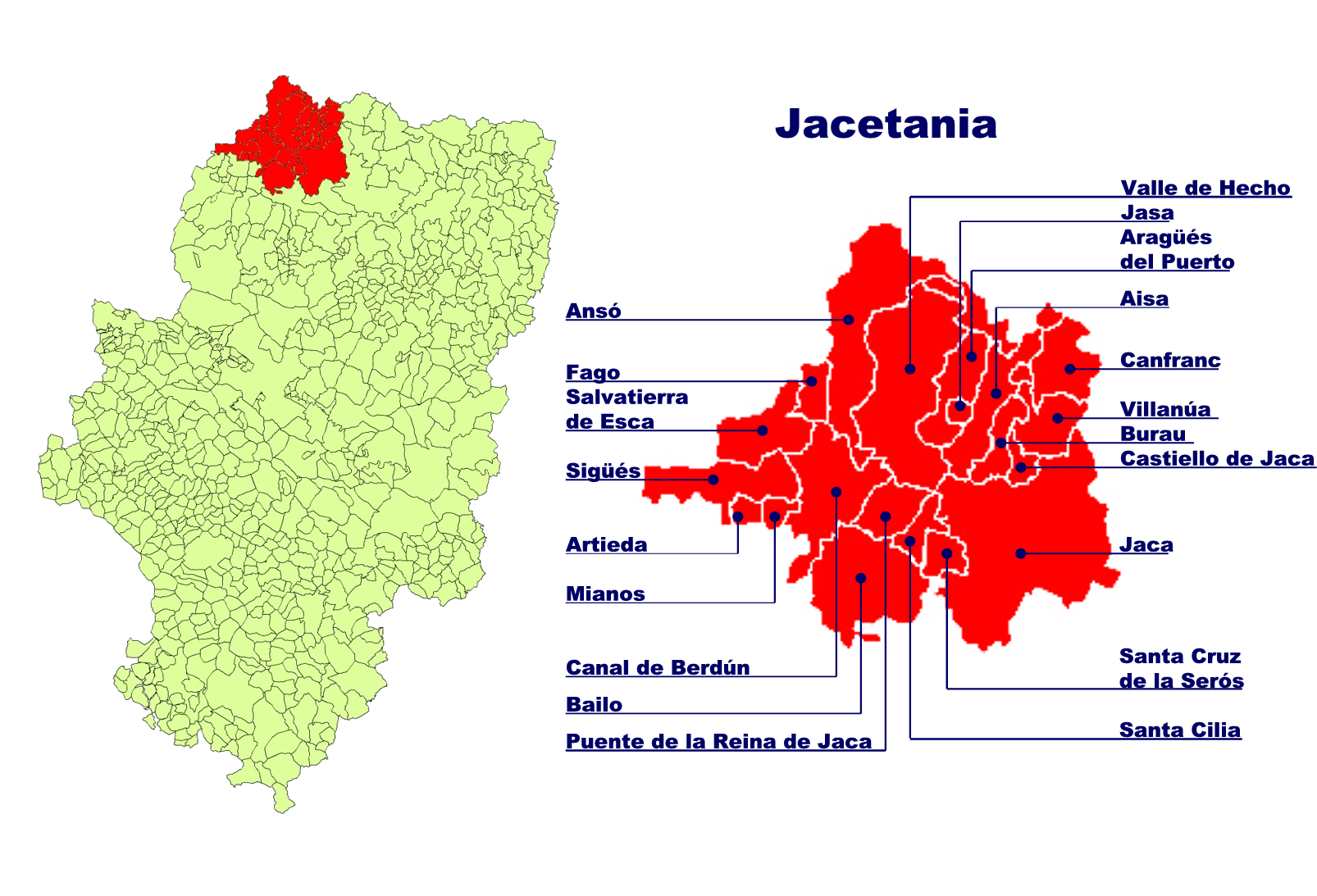
Territoire des communes en la comarque de la Jacetania (zone rouge, reste de l'Aragon en vert clair)

Elle occupe le versant de la montagne sur la rive droite du fleuve Aragon, au débouché de la route d'accès à la vallée de La Garcipollera. Le ravin de Casadioses divise la cité en deux quartiers.
Localités limitrophes : À compléter

## Administration
| Période | Période | Identité                  | Étiquette | Qualité |
| ------- | ------- | ------------------------- | --------- | ------- |
| 1979    | 1983    |                           |           |         |
| 1983    | 1987    |                           |           |         |
| 1987    | 1991    |                           |           |         |
| 1991    | 1995    |                           |           |         |
| 1995    | 1999    |                           |           |         |
| 1999    | 2003    |                           |           |         |
| 2003    | 2007    |                           |           |         |
| 2007    | 2011    | José Alfaro Salesa Puente |           |         |

## Démographie
| Évolution démographique | Évolution démographique | Évolution démographique | Évolution démographique | Évolution démographique | Évolution démographique | Évolution démographique | Évolution démographique | Évolution démographique | Évolution démographique | Évolution démographique | Évolution démographique | Évolution démographique | Évolution démographique | Évolution démographique | Évolution démographique | Évolution démographique | Évolution démographique |
| 1842                    | 1857                    | 1860                    | 1877                    | 1887                    | 1897                    | 1900                    | 1910                    | 1920                    | 1930                    | 1940                    | 1950                    | 1960                    | 1970                    | 1981                    | 1991                    | 2001                    | 2007                    |
| ----------------------- | ----------------------- | ----------------------- | ----------------------- | ----------------------- | ----------------------- | ----------------------- | ----------------------- | ----------------------- | ----------------------- | ----------------------- | ----------------------- | ----------------------- | ----------------------- | ----------------------- | ----------------------- | ----------------------- | ----------------------- |
| 235                     | ..                      | ..                      | 559                     | 524                     | 515                     | 523                     | 531                     | 506                     | 544                     | 437                     | 438                     | 405                     | 262                     | 168                     | 139                     | 188                     | 249                     |

## Patrimoine

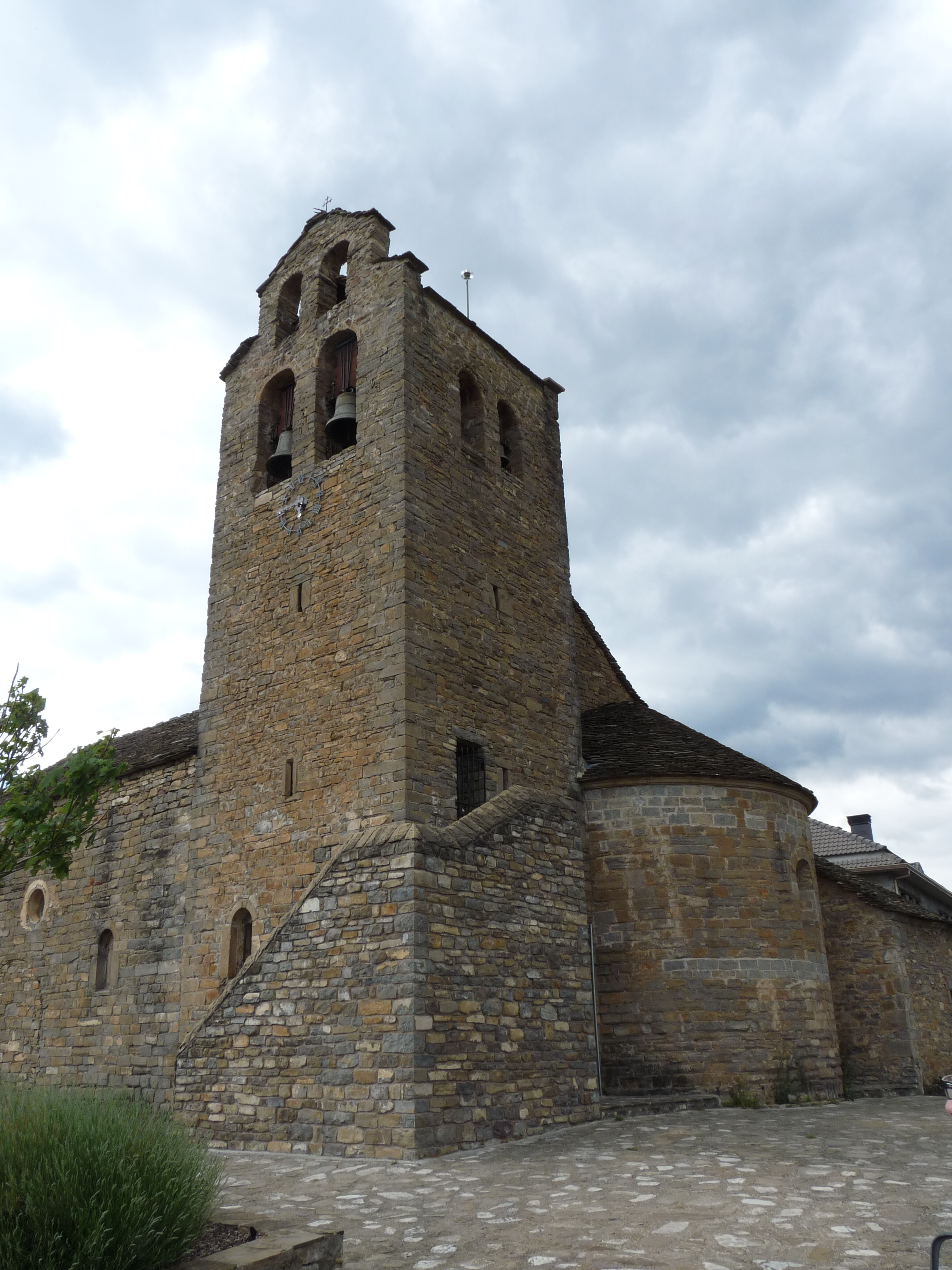
L'église de Saint Michel Archange à Castiello de Jaca.

Les bâtiments du centre urbain utilisent les dalles calcaires typiques des Pyrénées aragonaises. L'ardoise leur est préférée aujourd'hui.

Dans la ville haute se dresse l'église romane de l'archange Saint Michel, du XIIe siècle, entièrement rénovée dans les XVIe et XVIIe siècles.